# Защита Оуэна
Защита Оуэна, или Ферзевое фианкетто — шахматный дебют, начинающийся ходами 1. е2-е4 (или 1. d2-d4) b7-b6.
Относится к полуоткрытым началам.
В этом дебюте чёрные уступают белым преимущество в центре и отстают в развитии, им очень не просто бороться за уравнение. В настоящее время этот дебют применяется редко.

## История
Первая партия, сыгранная этим дебютом:
Греко — NN 1619
1.e4 b6 2.d4 Сb7 3.Сd3 f5? 4.exf5 Сxg2 5.Фh5+ g6 6.fxg6 Кf6 7.gxh7 Кxh5 8.Сg6# 1—0

## Варианты
- 2. d2-d4
  - 2. …Cc8-b7 3. Cf1-d3
    - 3. …Кg8-f6
    - 3. …e7-e6